# Telve di Sopra
Telve di Sopra är en ort och kommun i provinsen Trento i regionen Trentino-Sydtyrolen i Italien. Kommunen hade 599 invånare (2018).